# Пенава
Пенава је лијеви изворишни крак Велике Усоре. Извире на локалитету Ђубине баре на територији насељеног мјеста Прибинић. Дуга је 7,2 km. Са Михајловцем се спаја на подручју насеља Горњи Очауш (1,3 km узводно) у општини Теслић.

## Одлике
Извире на надморској висини од 826 метара, са Михајловцем се спаја на надморској висини од 553 метара, што њен укупан пад чини 273 метара, односно 3,8%. Протиче кроз ненасељене и брдовине предјеле. Њена просјечна дубина је око 0,2 метра.